# Косарик Євгеній Петрович
Євге́ній Петро́вич Коса́рик (нар. 14 липня 1992, Доротище, Волинська область, Україна — пом. 15 жовтня 2022, П’ятихатки, Херсонська область, Україна) — старший солдат Збройних сил України, учасник російсько-української війни, відзначився у ході російського вторгнення в Україну.

## Життєпис
Народився 14 липня 1992 року в селі Доротище Ковельського району на Волині. Навчався в Доротищенській гімназії. Згодом вступив до Ковельського професійно-технічного училища. У 2010-2011 роках проходив строкову військову службу. 
З 2014 року брав участь у бойових діях у АТО на сході України. Був важко пораненим у боях поблизу селища Новосвітлівка Луганської області. З початком повномасштабного російського вторгнення в Україну був мобілізований та перебував на передовій. Проходив службу у 128-ій окремій гірсько-штурмовій бригаді. Обіймав посаду навідника-оператора гірсько-штурмового взводу гірсько-штурмової роти гірсько-штурмового батальйону 128 ОГШБр.
15 жовтня 2022 року отримав смертельні поранення поблизу села П’ятихатки Херсонської області. Похований 8 квітня 2023 року на Алеї Героїв в місті Ковель Волинської області.

## Нагороди
- орден «За мужність» III ступеня (2022) — за особисту мужність і самовіддані дії, виявлені у захисті державного суверенітету та територіальної цілісності України, вірність військовій присязі[5][6];
- орден «За мужність» II ступеня (2024, посмертно) — за особисту мужність, виявлену у захисті державного суверенітету та територіальної цілісності України, самовіддане виконання військового обов’язку[7];
- відзнака Президента України «За участь в антитерористичній операції»;
- нагрудний знак «Учасник АТО»;
- нагрудний знак «Ветеран війни»;
- медаль «Сильному Духом»[2].